# La Révolution Wikipédia
La Révolution Wikipédia : Les encyclopédies vont-elles mourir ? est un essai publié en 2007 par les Éditions Mille et une nuits, écrit par cinq étudiants en journalisme de l'Institut d'études politiques de Paris (« Sciences-Po ») sous la direction de Pierre Assouline, auteur de la préface, intitulée « Et ça passe pour une source... ».
Il s'agit d'une enquête sur l'encyclopédie en ligne Wikipédia, particulièrement sur sa version francophone. L'ouvrage étudie les problèmes posés par l'existence de l'encyclopédie collaborative, six ans après son apparition, ainsi que le fonctionnement interne de Wikipédia et les motivations de certains de ses protagonistes, notamment à travers un entretien avec une administratrice, « Esprit Fugace ».
Une des méthodes d'observation du fonctionnement du système wiki a consisté à insérer des informations erronées dans certains articles de l'encyclopédie,.

## Contenu de l'ouvrage
Le livre, assez court, est divisé en 7 chapitres :
1) Le monde de l’éducation ébranlé (p. 27)
Les auteurs évoquent les problèmes posés par l'usage de plus en plus courant de Wikipédia dans l'enseignement secondaire et supérieur (entretiens avec des lycéens, des étudiants et un professeur d'université). Le chapitre sert aussi d'introduction : les auteurs y énumèrent les thèmes qu'ils traitent dans les chapitres suivants.
2) Juger les juges  la vérité sur l’enquête Nature (p. 37)
Ce chapitre parle de la comparaison entre la Wikipédia anglophone et l'Encyclopædia Britannica faite en décembre 2005 par la revue scientifique Nature. Les auteurs montrent que cette enquête n'est pas aussi favorable à Wikipédia que cela a été parfois avancé et que par ailleurs elle n'est pas totalement fiable.
3) Les dessous du fonctionnement de Wikipédia (p. 51)
Ce chapitre explique le fonctionnement de Wikipédia principalement sous l'aspect administratif : administrateurs, wiki-pompiers, etc., et sous l'aspect du contrôle des modifications. Il se termine par une présentation de la fondation Wikimédia et des organismes qui en dépendent. Le cœur du chapitre est l'entretien avec « Esprit Fugace ».
4) Erreurs, manipulations et contre-vérités (p. 71)
Ce chapitre évoque plusieurs affaires de l'histoire de Wikipédia : en particulier, la fraude de l'administrateur américain « Essjay », qui s'est longtemps fait passer pour professeur de théologie, la diffamation de John Seigenthaler, l'invention de l'île de Porchesia, etc.
Dans les articles de presse sur La Révolution Wikipédia, c'est souvent ce chapitre qui est mis en valeur, même 5 ans après la sortie de l'ouvrage.
5) Le réveil brutal des encyclopédies (p. 91)
Sont évoqués les effets de Wikipédia, encyclopédie gratuite, pour les encyclopédies traditionnelles ; le chapitre est construit autour d'entretiens avec Yves Garnier, directeur du département « Encyclopédies et dictionnaires » de Larousse et Fabrice Frémy, directeur du Quid. Les auteurs remarquent leur « manque d'hostilité à l'égard de Wikipédia, considérée comme un défi plutôt que comme un danger ».
6) Diderot, le premier des wikipédiens (p. 103)
Les auteurs donnent un aperçu de l'histoire des encyclopédies depuis l'Antiquité grecque et insistent, par comparaison, sur les problèmes de hiérarchisation dans Wikipédia (l'exemple donné est la page de Jacques Delors, deux fois moins longue, le 1er mai 2007, que celle de l'émission À la recherche de la nouvelle star). Ils donnent la parole notamment au lexicologue Alain Rey et à Michel Serres, « un wiki-enthousiaste isolé ».
Ils évoquent aussi la manipulation de certains articles par des groupes organisés.
7) Comment devenir « wiki-intelligent » (p. 125)
« Wikipédia est aujourd'hui une réalité incontournable.[...] Dès lors, pourquoi ne pas essayer de former les jeunes à un usage raisonné et raisonnable de Wikipédia. » Ils donnent la parole à Laure Endrizzi, de l'INRP, auteur de plusieurs rapports sur le sujet, et surtout décrivent l'expérience menée par Jean-Noël Lafargue, alors professeur d'arts plastiques à l'université Paris-VIII, dans son séminaire « Enrichissement de l'encyclopédie Wikipédia ».
Sont aussi évoqués un projet de version de Wikipédia validée par l’Éducation nationale et celui de Larry Sanger « Citizendium ».
L'ouvrage s'achève donc par une perspective plutôt optimiste, alors que par ailleurs, il paraît souvent très défavorable à Wikipédia. Une telle distorsion ne se trouve pas dans la préface de Pierre Assouline, en quasi-totalité défavorable.

## Éditions
- Pierre Gourdain, Florence O’Kelly, Béatrice Roman-Amat, Delphine Soulas, Tassilo von Droste zu Hülshoff, La Révolution Wikipédia : les encyclopédies vont-elles mourir ?, Mille et une nuits, 2007, 142 p. Préface de Pierre Assouline (ISBN 9782755500516)